# 魏斯多夫
魏斯多夫是德国巴伐利亚州的一个市镇。总面积21.90平方公里，总人口1187人，其中男性585人，女性602人（2011年12月31日），人口密度54人/平方公里。